# Elevador de Santa Justa
El elevador de Santa Justa o  elevador do Carmo, es un ascensor que une los barrios de la Baixa Pombalina y el Chiado en Lisboa, Portugal. Se levanta sobre la calle de Santa Justa y enlaza este céntrico paseo con la plaza do Carmo, junto al Museo Arqueológico do Carmo.
Este ascensor fue diseñado por Raúl Mesnier, autor también del elevador do Lavra, en esta misma ciudad. No está probada la relación de este ingeniero con el famoso Gustave Eiffel. Sólo se sabe que Mesnier y el arquitecto francés Louis Reynaud aplicaron en estos ascensores algunas de las técnicas y materiales ya utilizados en Francia. 

## Historia

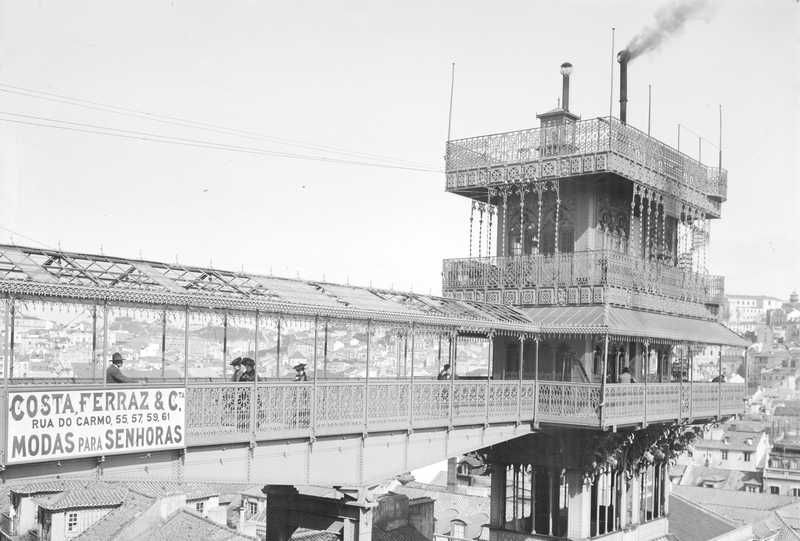
El elevador al inicio del con motor de vapor.

La construcción del ascensor comenzó en 1900 y finalizó en 1902. Se inauguró el 10 de julio de 1902. Inicialmente funcionaba con vapor y, el 6 de noviembre de 1907, se se substituyó la maquinaria original por motores eléctricos.[cita requerida]

## Descripción
Su altura es de 45 metros. La estructura metálica, enteramente de hierro, fue construida por una empresa con sede en Junqueira. La decoración es de estilo neogótico, con un diseño diferente en cada uno de sus niveles. Los dos ascensores de su interior están revestidos de madera y tienen capacidad para 24 personas cada uno. Al último nivel se accede a través de una escalera helicoidal que termina en una terraza panorámica. Este ascensor es uno de los ejemplos más representativos de este tipo de arquitectura en Portugal.

## Operación
La estructura ha perdido su funcionalidad práctica como sistema de movilidad y funciona como atracción turística. La unión de la Baixa con el  Chiado, salvando el desnivel existente, se ha solucionado por medio de un sistema de escaleras mecánicas en la estación de metro Baixa_Chiado. 
El elevador de Santa Justa se distingue de los demás elevadores por ser el único configurado como ascensor urbano vertical. Los otros elevadores lisboetas: el elevador da Glória, el elevador da Bica y el elevador do Lavra son funiculares que permiten ascender y descender las pronunciadas pendientes de la ciudad.